# 2019年巴拉科特空袭
2019年巴拉科特空袭发生于2019年2月26日。印度空軍12架幻影2000H喷气式飞机越过克什米尔的印巴停火线，对其宣称的巴基斯坦境内的恐怖分子训练营进行空袭。空袭是对两周前发生的印度普而瓦马袭击的报复。 印度政府表示，这是“基于可靠情报的先发制人式的非军事空袭”，JeM计划对印度进行另一次袭击。
据印度方面宣称，战机袭击了杰什-穆罕默德军运营的军营，杀伤了大量的武装分子，并毫发无伤地返回印度领空，没有遭到巴基斯坦空军的拦截。巴基斯坦确认印度侵犯了在穆扎法拉巴德附近的领空，但不承认了印度是空袭其据称的恐怖分子军营的说法。巴基斯坦声称，无线电干扰迫使印度战机在空地和森林中匆忙投下其航弹，没有造成人员伤亡或基础设施损坏。
事件发生之后，印度和巴基斯坦军队在停火线附近相互炮击。
据报道，巴基斯坦有4名平民因炮击死亡，11人因炮击而受伤。
本次空袭是自1971年印巴战争以来，印度空军战机第一次越过印巴停火线。
这是自两国都成为核武器拥有国以来的第一次该类事件。
据路透社报道，高分辨率卫星图像显示Madrasa建筑仍然立在空袭的现场，建筑上没有明显的破坏。
根据“经济时报”的报道，“这些图像进一步质疑印度总理纳伦德拉·莫迪（Narendra Modi）政府所发表的声明，即袭击事件已经袭击了Madrasa的所有目标。”

## 事件背景
克什米尔叛乱活动自1989年以来一直在发生，但在2016年爆发了新一波暴力事件，致使Burhan Wani（时任真主穆斯林游擊隊的指挥官）在一次遭遇战中丧生。整个2018年，在暴力事件中有500多人（包括平民、士兵和武装分子）丧生。
2019年2月14日，在查谟斯利那加国家高速公路上运送保安人员的车队在印度查谟和克什米尔邦的普尔瓦马县的Lethpora遭到自杀式车载炸弹袭击。这次袭击导致46名中央后备警察部队人员以及袭击者死亡。袭击者来自印度管理的克什米尔。巴基斯坦的伊斯兰激进组织穆罕默德军（JeM）声称对这次袭击负责。巴基斯坦谴责该次袭击，并否认与此有任何联系。
空袭发生在2019年印度大选之前。2月19日，巴基斯坦总理将印度政府的动机归咎于即将举行的选举。印度政府否认了这一指控。